# Tarīqa ʿAlawīya
Die Tarīqa ʿAlawīya (arabisch الطريقة العلوية, DMG aṭ-ṭarīqa al-ʿAlawīya) oder Ba'alawi ist ein von al-Faqīh Muqaddam As-Saiyid Muhammad ibn ʿAlī (1178–1255) gegründeter Sufiorden, dessen Zentrum in Hadramaut, Jemen, liegt, der jetzt aber über die gesamten Küstenzonen des Indischen Ozeans verbreitet ist, zusammen mit der Hadramitischen Diaspora. Der Orden ist eng mit der Familie der Bā ʿAlawī Sāda verbunden.

## Lehre und bedeutende Vertreter
Der Orden führt seine Lehre über eine zweifache Silsila auf den Propheten Mohammed zurück. Eine Traditionslinie dieser Silsila hat einen familiären Charakter und besteht aus einer Kette von Prophetennachkommen, die andere, die an eine sufische Initiation gekoppelt ist, wurde über den Maghreb vermittelt. Die erste Traditionslinie mit familiären Charakter soll schon durch den Prophetennachkommen Ahmad ibn ʿĪsā al-Muhādschir (gest. 956) in den Hadramaut eingeführt worden sein. In der anderen Traditionslinie spielt der andalusisch-maghrebinische Sufi Abū Madyan (gest. 1197) eine zentrale Rolle. Er soll einen Schüler namens ʿAbd ar-Rahmān al-Maghribī in den Hadramaut entsandt haben. Zwar erreichte dieser sein Ziel nicht, weil er vorher starb, doch beauftragte er einen anderen Sufi aus dem Maghreb, ʿAbdallāh Sālih al-Maghribī nach Tarīm weiterzureisen. Dort soll er dann Muhammad ibn ʿAlī al-Faqīh al-Muqaddam, der ein Nachkomme von Ahmad al-Muhādschir war, in Abū Madyans Lehren eingeführt haben. Damit gilt al-Faqīh al-Muqaddam als eigentlicher Begründer der Tarīqa ʿAlawīya. Mit der Verleihung der Chirqa wird man in der Tarīqa ʿAlawīya in beide Traditionslinien, die bei al-Faqīh al-Muqaddam, zusammenlaufen, eingeführt.
Da auch die Schādhilīya ihre Ordenstradition auf Abū Madyan zurückführt, kann man ʿAlawīya und Schādhilīya als Schwesterorden bezeichnen, allerdings besteht ein Unterschied zwischen den beiden Orden darin, dass die Scheiche der ʿAlawīya als Prophetennachkommen als Träger einer speziellen Baraka gelten. Die große Bedeutung, die die Einführung in den Sufismus für al-Faqīh al-Muqaddam hatte, kommt in einer Überlieferung zum Ausdruck, wonach er das in seiner Familie übliche Tragen von Waffen aufgab und sein Schwert zerbrach.
Der Orden folgt der Tradition der schafi'itischen Rechtsschule der Sunniten. Bedeutende Vertreter des Ordens in Ostafrika waren Ahmad ibn Sumait und ʿAbdallāh Bā Kathīr al-Kindī (1861–1925). Muhammad Salih Hendricks (1871–1945) aus Swellendam führte den Orden nach einem Aufenthalt in Mekka Anfang des 20. Jahrhunderts in Kapstadt ein, wo er die Azzawiya-Moschee gründete.
Habib Ali al-Dschifri (geb. 1971 in Dschidda, Saudi-Arabien), der Gründer und Leiter der Tabah Foundation (2005), Vereinigte Arabische Emirate, ist ebenfalls Anhänger des Ordens.